# Ratolí saltador de Wanglang
El ratolí saltador de Wanglang (Eozapus wanglangensis) és una espècie de mamífer rosegador de la família dels dipòdids. És endèmic de la província xinesa de Sichuan, on viu a altituds d'entre 1.800 i 3.100 msnm. Els seus hàbitats naturals són els boscos i els herbassars situats a la vora de boscos, amb preferència pels boscos travessats per rierols i dotats d'una cobertura espessa de matolls. L'holotip tenia una llargada de 78 mm, la cua de 120 mm i un pes de 27 g. Fou anomenat en referència a la seva localitat tipus, la Reserva Natural Nacional de Wanglang. Com que fou descoberta fa poc, l'estat de conservació d'aquesta espècie encara no ha estat avaluat formalment.